# Brachystelma praelongum
Brachystelma praelongum är en oleanderväxtart. Brachystelma praelongum ingår i släktet Brachystelma och familjen oleanderväxter.

## Underarter
Arten delas in i följande underarter:
- B. p. praelongum
- B. p. thunbergii